# Sonnac (Charente Marítim)
Sonnac és un municipi francès situat al departament del Charente Marítim i a la regió de la Nova Aquitània. L'any 2007 tenia 528 habitants.

## Demografia

### Població
El 2007 la població de fet de Sonnac era de 528 persones. Hi havia 228 famílies de les quals 60 eren unipersonals (32 homes vivint sols i 28 dones vivint soles), 96 parelles sense fills, 64 parelles amb fills i 8 famílies monoparentals amb fills.
La població ha evolucionat segons el següent gràfic:
Habitants censats

### Habitatges
El 2007 hi havia 277 habitatges, 226 eren l'habitatge principal de la família, 18 eren segones residències i 33 estaven desocupats. 271 eren cases i 4 eren apartaments. Dels 226 habitatges principals, 186 estaven ocupats pels seus propietaris, 33 estaven llogats i ocupats pels llogaters i 7 estaven cedits a títol gratuït; 10 tenien dues cambres, 30 en tenien tres, 61 en tenien quatre i 125 en tenien cinc o més. 161 habitatges disposaven pel capbaix d'una plaça de pàrquing. A 115 habitatges hi havia un automòbil i a 87 n'hi havia dos o més.

### Piràmide de població
La piràmide de població per edats i sexe el 2009 era:
| Homes | Edats   | Dones |
| ----- | ------- | ----- |
| 0     | 95 o +  | 0     |
| 0     | 90 a 94 | 0     |
| 8     | 85 a 89 | 4     |
| 8     | 80 a 84 | 12    |
| 12    | 75 a 79 | 16    |
| 16    | 70 a 74 | 32    |
| 12    | 65 a 69 | 16    |
| 8     | 60 a 64 | 8     |
| 12    | 55 a 59 | 8     |
| 12    | 50 a 54 | 4     |
| 20    | 45 a 49 | 12    |
| 28    | 40 a 44 | 28    |
| 20    | 35 a 39 | 32    |
| 16    | 30 a 34 | 12    |
| 8     | 25 a 29 | 12    |
| 20    | 20 a 24 | 12    |
| 16    | 15 a 19 | 16    |
| 16    | 10 a 14 | 20    |
| 12    | 5 a 9   | 16    |
| 20    | 0 a 4   | 4     |

## Economia
El 2007 la població en edat de treballar era de 325 persones, 234 eren actives i 91 eren inactives. De les 234 persones actives 211 estaven ocupades (114 homes i 97 dones) i 23 estaven aturades (11 homes i 12 dones). De les 91 persones inactives 36 estaven jubilades, 23 estaven estudiant i 32 estaven classificades com a «altres inactius».

### Ingressos
El 2009 a Sonnac hi havia 215 unitats fiscals que integraven 516 persones, la mediana anual d'ingressos fiscals per persona era de 14.307 €.

### Activitats econòmiques
Dels 21 establiments que hi havia el 2007, 1 era d'una empresa extractiva, 5 d'empreses alimentàries, 4 d'empreses de construcció, 6 d'empreses de comerç i reparació d'automòbils, 3 d'empreses de serveis, 1 d'una entitat de l'administració pública i 1 d'una empresa classificada com a «altres activitats de serveis».
Dels 6 establiments de servei als particulars que hi havia el 2009, 1 era un taller de reparació d'automòbils i de material agrícola, 2 paletes, 2 fusteries i 1 perruqueria.
Dels 3 establiments comercials que hi havia el 2009, 1 era una botiga de menys de 120 m², 1 una fleca i 1 una floristeria.
L'any 2000 a Sonnac hi havia 54 explotacions agrícoles que ocupaven un total de 1.365 hectàrees.

## Equipaments sanitaris i escolars
El 2009 hi havia una escola elemental integrada dins d'un grup escolar amb les comunes properes formant una escola dispersa.

## Poblacions més properes
El següent diagrama mostra les poblacions més properes.